# Neufelder Triathlon

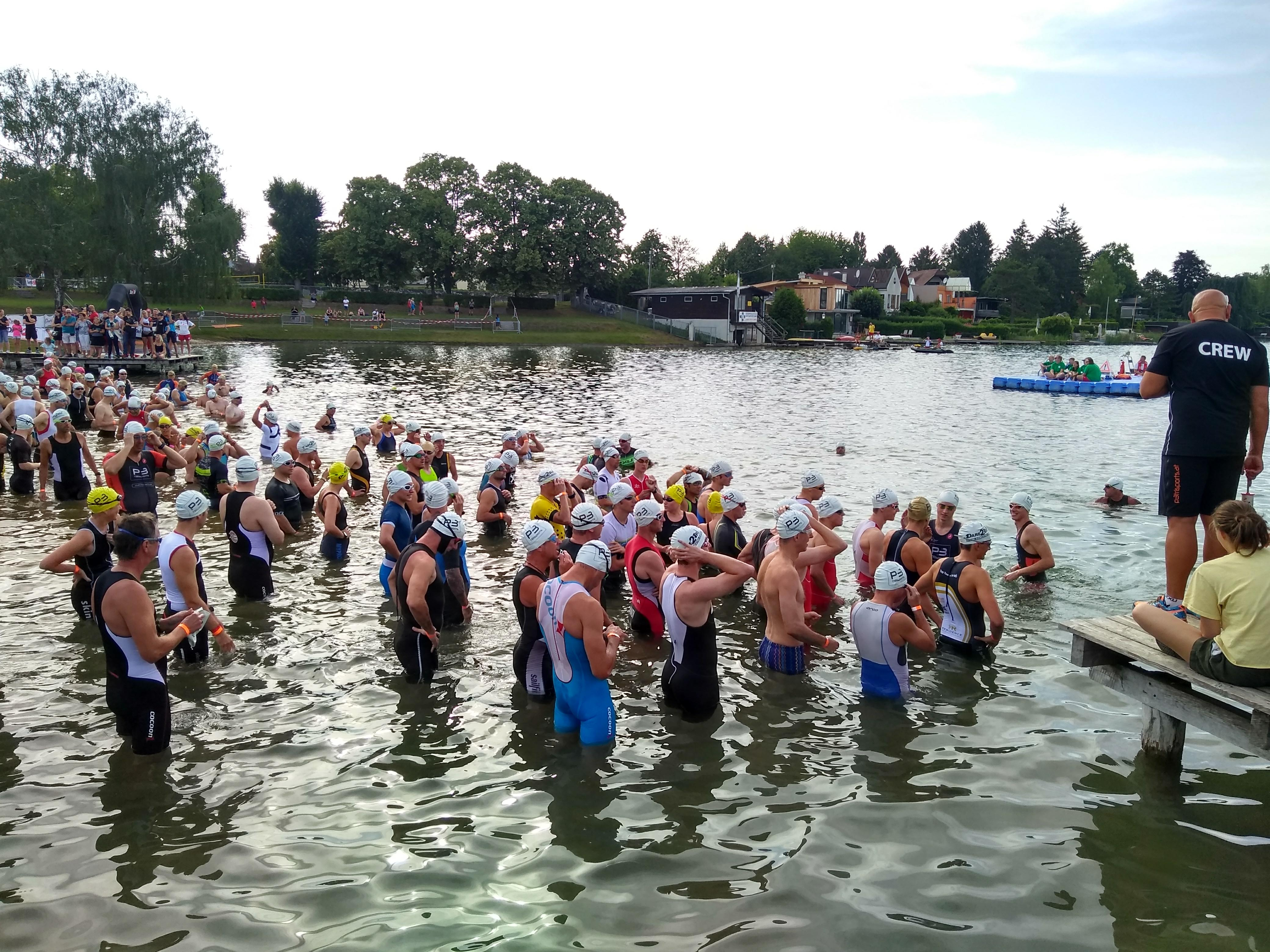
Start des Neufelder Triathlon, 2018 (Sprintdistanz)

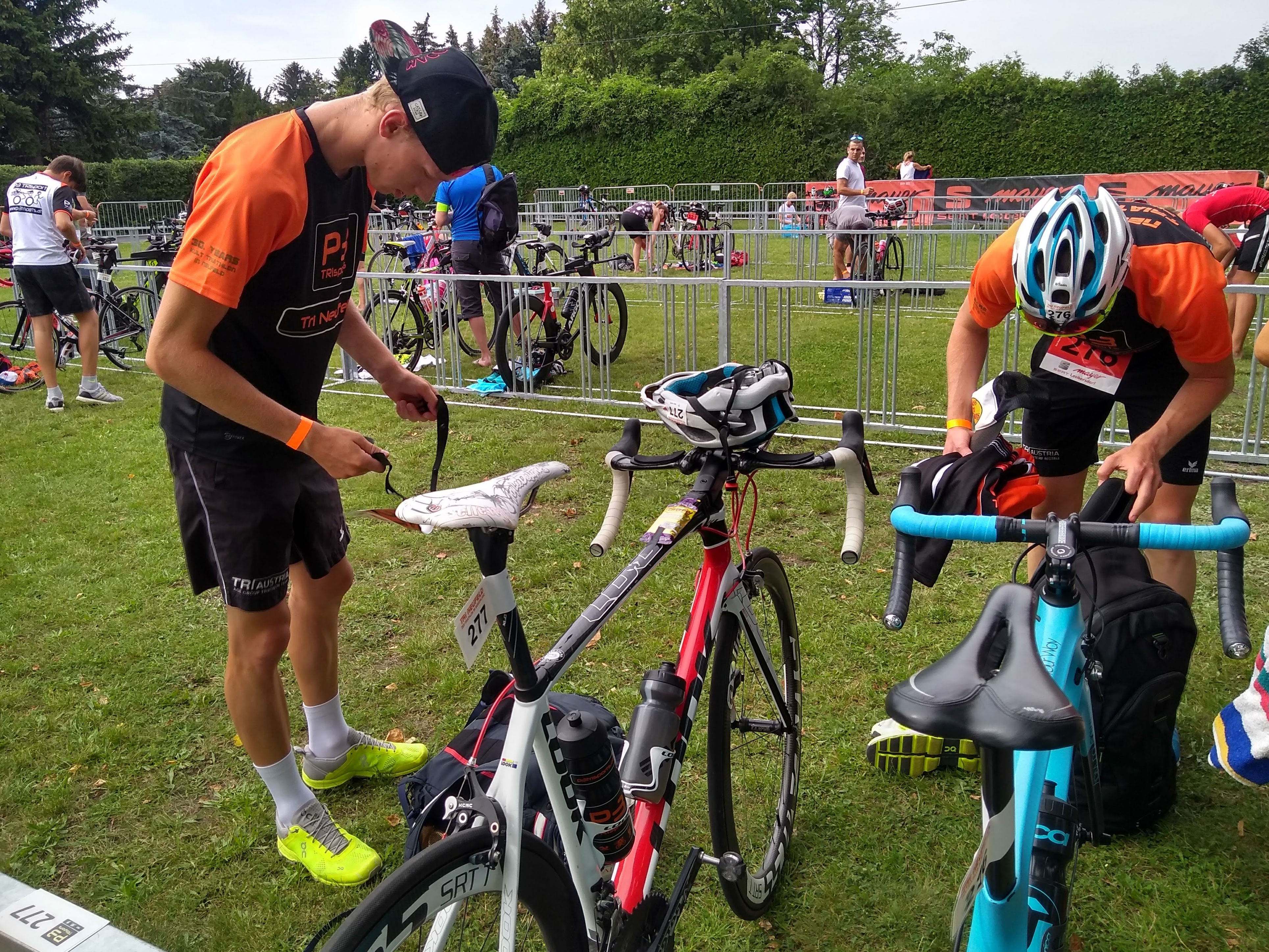
Einrichten der Wechselzone beim Neufelder Triathlon, 2018

Der Neufelder Triathlon ist eine der ältesten österreichischen Triathlon-Sportveranstaltungen. Die Rennen werden seit 1988 am Ufer des Neufelder Sees bei Neufeld an der Leitha an der Grenze zwischen Niederösterreich und dem Burgenland ausgetragen.

## Organisation
Dieser Triathlon-Bewerb wird über die
- olympische Distanz (1,5 km Schwimmen, 40 km Radfahren und 10 km Laufen) sowie die
- Sprintdistanz (750 m Schwimmen, 20 km Radfahren und 5 km Laufen)

mit internationaler Beteiligung ausgetragen. Im Rahmen dieses Rennens wurden auch schon mehrfach die österreichischen Triathlon-Meisterschaften ausgetragen. 2006 wurden hier die Staatsmeisterschaften auf der olympischen Distanz ausgetragen und von 2014 bis 2016 wurden hier drei Mal in Folge die Staatsmeister auf der Sprintdistanz bestimmt.
Bei diesen Rennen gilt ein allgemeines Windschattenverbot – einzig bei den Staatsmeisterschaften gibt es eine Freigabe für das Fahren im Windschatten.
Die Rennen werden hier seit 2014 von der Agentur P3 organisiert. Im Vorfeld der Triathlonbewerbe finden jährlich diverse Nachwuchsbewerbe sowie seit 2017 das „Neufeld-Seecrossing“ (Distanzen: 2 und 3,5 km) statt. In der Kombinationswertung aus Sprint- und Kurzdistanz wird jährlich auch der/die „King/Queen of Neufeld“ bestimmt.
Im Juni 2018 war hier am Neufelder See die 31. Austragung und es waren bei den verschiedenen Rennen etwa 900 Athleten gemeldet.
2019 wurden hier auch die Burgenländer Landesmeisterschaften über die olympische Distanz ausgetragen. Der Sieger auf der olympischen Distanz, Florian Lienhart (Sohn von Johann Lienhart), war nach dem Rennen positiv auf EPO getestet worden, wurde disqualifiziert und für vier Jahre gesperrt.

## Ergebnisse

### Olympische Distanz
| N ° | Datum/Jahr    | Männer                      | Männer                | Männer              | Frauen                        | Frauen                   | Frauen                   |
| N ° | Datum/Jahr    | Erster Platz                | Zweiter Platz         | Dritter Platz       | Erster Platz                  | Zweiter Platz            | Dritter Platz            |
| --- | ------------- | --------------------------- | --------------------- | ------------------- | ----------------------------- | ------------------------ | ------------------------ |
| 38  | 6. Juni 2025  |                             |                       |                     |                               |                          |                          |
| 37  | Juni 2024     | Sebastian Aschenbrenner -3- | Martin Mitteregger    | Erik Spindler       | Dorka Soós                    | Hannah Rössler           | Sandra Ofenböck          |
| 36  | 11. Juni 2023 | Sebastian Aschenbrenner -2- | Michael Weiss         | Niko Malleczek      | Sandra Kopecky                | Julia Mayer              | Elisabeth Koglbauer      |
| 35  | 12. Juni 2022 | Martin Mitteregger          | Andreas Kröner        | Daniel Haussner     | Veronika Prükler              | Sandra Kopecky           | Maria Prantl-Karner      |
| 34  | 13. Juni 2021 | Sebastian Aschenbrenner     | Christian Nindl       | Alexander Gräf      | Simone Kumhofer -2-           | Chiara Marita Szolderits | Birgit Mittenbühler      |
| 33  | 20. Sep. 2020 | Lukas Kollegger             | Mario Fink            | Chris Nindl         | Simone Kumhofer               | Caroline Larsson         | Chiara Marita Szolderits |
| 32  | 9. Juni 2019  | Christoph Schatzmann        | Robert Bauer          | Daniel Sztosics     | Gitta Arany                   | Simone Kumhofer          | Ivette Nagy              |
| 31  | 10. Juni 2018 | Mario Fink                  | Leuente Berekmeri     | Philipp Tichy       | Ivette Nagy                   | Veronika Gabriel         | Kata Tomaschof           |
| 30  | 11. Juni 2017 | Florian Lienhart            | Thomas Thalhammer     | Christophe Sauseng  | Eva Wutti                     | Sylvia Gehnböck          | Sabine Buxhofer          |
| 29  | 12. Juni 2016 | Nikolaus Wihlidal           | Christoph Schlagbauer | Mario Fink          | Heini-Kristiina Jaako-Blunder | Iris Thalhammer          | Veronika Gabriel         |
| 28  | Juni 2015     |                             |                       |                     | Kamila Polak -2-              |                          |                          |
| 27  | Juni 2014     | Michael Weiss -3-           | Mario Fink            | Thomas Thalhammer   | Kamila Polak                  | Mirjam Muckenhuber       | Carina Prinz             |
| 26  | Juni 2013     |                             |                       |                     |                               |                          | Sylvia Gehnböck          |
| 25  | Juni 2012     |                             |                       |                     | Sylvia Gehnböck -2-           |                          |                          |
| 24  | Juni 2011     |                             |                       |                     | Sylvia Gehnböck               |                          |                          |
| 23  | Juni 2010     | Michael Weiss -2-           | Orlicky Andrej        | Christoph Löffler   |                               | Sylvia Gehnböck          |                          |
| 22  | 22. Juni 2009 | Michael Weiss               | Christoph Kullnig     | Georg Swoboda       |                               |                          |                          |
| 21  | 22. Juni 2008 | Christoph Löffler           | Johannes Polak        | Christian Tammegger | Veronika Hauke                | Simone Fürnkranz         | Sonja Wimmer             |
| 20  | 24. Juni 2007 | Petr Bures                  | Markus Müller         | Rene Eckhart        | Susanne Groß                  | Anita Hofbauer           | Sandrina Illes           |
| 19  | 20. Aug. 2006 | Stefan Perg                 | Norbert Domnik        | Bernhard Hiebl      | Carina Prinz                  | Lisa Hütthaler           | Irina Kirchler           |
| 17  | 20. Juni 2004 |                             |                       |                     |                               |                          |                          |
| 12  | 21. Juni 1999 | Alexander Frühwirth         | Bernhard Hiebl        | Claus Bader         | Katja Mayer                   | Sabine Greipel           | Karin Praxl              |
| 1   | 1988          |                             |                       |                     |                               |                          |                          |

| Triathlon-Staatsmeisterschaft olympische Distanz |

### Sprintdistanz
| Datum/Jahr    | Männer           | Männer               | Männer            | Frauen            | Frauen                   | Frauen              |
| Datum/Jahr    | Erster Platz     | Zweiter Platz        | Dritter Platz     | Erster Platz      | Zweiter Platz            | Dritter Platz       |
| ------------- | ---------------- | -------------------- | ----------------- | ----------------- | ------------------------ | ------------------- |
| 10. Juni 2023 |                  |                      |                   |                   |                          |                     |
| 11. Juni 2022 | Moritz Hosnedl   | Robert Bauer         | Johannes Sommer   | Dorka Soós        | Veronika Prükler         | Karin Zuleck        |
| 12. Juni 2021 | Sebastian Fuchs  | Robert Bauer         | Felix Schönfeldt  | Lemuela Wutz      | Chiara Marita Szolderits | Maria Reich         |
| 19. Sep. 2020 | Dejan Popovic    | Alexander Huber      | Chris Nindl       | Simone Kumhofer   | Chiara Marita Szolderits | Kamila Polak        |
| 8. Juni 2019  | Alexander Bründl | Sebastian Bauer      | Julian Höllmüller | Eva Wutti -2-     | Simone Kumhofer          | Lemuela Wutz        |
| 9. Juni 2018  | Sebastian Bauer  | Alexander Gräf       | Daniel Mehring    | Viktoria Kneissl  | Anja Schrettner          | Anita Schoderbeck   |
| Juni 2017     | Tom Thalhammer   |                      |                   | Eva Wutti         |                          |                     |
| 11. Juni 2016 | Lukas Hollaus    | Lukas Gstaltner      | Lukas Pertl       | Romana Slavinec   | Lisa Hütthaler           | Therese Feuersinger |
| 13. Juni 2015 | Lukas Pertl -2-  | Christian Grillitsch | Philip Horwarth   | Simone Fürnkranz  | Therese Feuersinger      | Romana Slavinec     |
| 7. Juni 2014  | Lukas Pertl      | Dominik Exel         | Wolfgang Mangold  | Lisa Hütthaler    | Julia Hauser             | Romana Slavinec     |
| 7. Juni 2014  | Michael Weiss    | Daniel Schöttle      | Bernhard Keller   | Jaqueline Kallina | Barbara Tesar            | Ivette Nagy         |
| Juni 2013     |                  |                      |                   |                   | Sylvia Gehnböck          |                     |

| Triathlon-Staatsmeisterschaft Sprintdistanz |

| Datum/Jahr    | Männer           | Männer               | Männer              | Frauen            | Frauen             | Frauen        |
| Datum/Jahr    | Erster Platz     | Zweiter Platz        | Dritter Platz       | Erster Platz      | Zweiter Platz      | Dritter Platz |
| ------------- | ---------------- | -------------------- | ------------------- | ----------------- | ------------------ | ------------- |
| 8. Juni 2019  | Alexander Bründl | Sebastian Bauer      | Kilian Höllmüller   | Lemula Wutz       | Luzia Ludwig       | Anna Weinmann |
| 9. Juni 2018  | Sebastian Bauer  | Julian Höllmüller    | Marko Desimirovic   | Viktoria Kneissl  | Theresa Bredlinger | Anna Svozil   |
| 11. Juni 2016 | Lukas Pertl -2-  | Alexander Bründl     | Marcel Pachteu-Petz | Anna Mitzi        | Carolina Sandhofer | Helena Gampe  |
| 13. Juni 2015 | Lukas Pertl      | Christian Grillitsch | Julian Höllmüller   | Laura Karnouschek | Nathalie Birli     | Alena Schuss  |

| Triathlon-Staatsmeisterschaft U23 Sprintdistanz |

| Datum/Jahr    | Männer            | Männer               | Männer            | Frauen                  | Frauen          | Frauen            |
| Datum/Jahr    | Erster Platz      | Zweiter Platz        | Dritter Platz     | Erster Platz            | Zweiter Platz   | Dritter Platz     |
| ------------- | ----------------- | -------------------- | ----------------- | ----------------------- | --------------- | ----------------- |
| 9. Juni 2018  | Kilian Höllmüller | Henrik Hänlein       | Jakob Mitteregger | Anja Schrettner         | Antonia Lair    | Jennifer Nittmann |
| 11. Juni 2016 | Lukas Gstaltner   | Lukas Paul Kollegger | Philip Pertl      | Therese Feuersinger -2- | Pia Hehenwarter | Hannah Hanusch    |
| 13. Juni 2015 | Philip Horwarth   | Philip Pertl         | Benjamin Lienhart | Therese Feuersinger     | Hannah Hanusch  | Mona Ritter       |

| Triathlon-Staatsmeisterschaft Junioren Sprintdistanz |